# Fujiwara no Chikako
Fujiwara no Chikako (藤原親子?) fue una poetisa y cortesana japonesa que vivió a comienzos de la era Kamakura. Fue hija del Udaijin Hamuro Mitsukoshi, perteneciente al clan Fujiwara. También fue conocida con los nombres de Go-Saga In no Chūnagon Naishi no Suke (後嵯峨院中納言典侍?) y Naishi no Suke Chikako Ason (典侍親子朝臣?). Es considerada como una de las treinta y seis mujeres inmortales de la poesía.

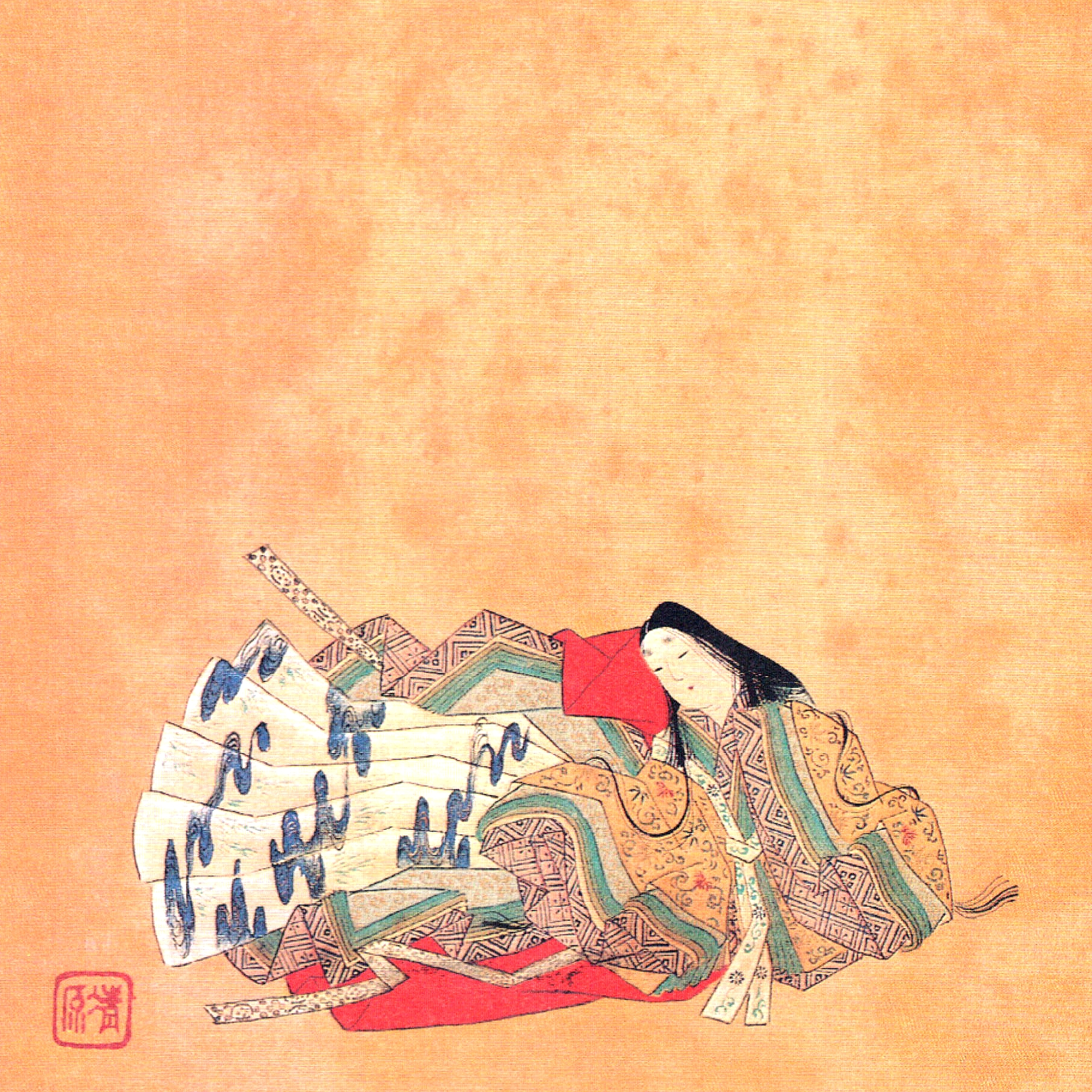
Ilustración de Fujiwara no Chikako

Fue dama de honor del Retirado Emperador Go-Saga. Participó en varios concursos de waka en 1256, 1265 y 1278. Algunos de sus poemas fueron incluidos en la antología imperial Shokugosen Wakashū, y un total de 35 poemas fueron incluidos en dichas antologías.